# Naganuma, Hokkaidō
Naganuma (長沼町 Naganuma-chō) là thị trấn thuộc huyện Yūbari, phó tỉnh Sorachi, Hokkaidō, Nhật Bản. Tính đến ngày 1 tháng 10 năm 2020, dân số ước tính thị trấn là 10.289 người và mật độ dân số là 61 người/km2. Tổng diện tích thị trấn là 168,36 km2.

## Địa lý

### Khí hậu
| Dữ liệu khí hậu của Naganuma, Hokkaidō   | Dữ liệu khí hậu của Naganuma, Hokkaidō | Dữ liệu khí hậu của Naganuma, Hokkaidō | Dữ liệu khí hậu của Naganuma, Hokkaidō | Dữ liệu khí hậu của Naganuma, Hokkaidō | Dữ liệu khí hậu của Naganuma, Hokkaidō | Dữ liệu khí hậu của Naganuma, Hokkaidō | Dữ liệu khí hậu của Naganuma, Hokkaidō | Dữ liệu khí hậu của Naganuma, Hokkaidō | Dữ liệu khí hậu của Naganuma, Hokkaidō | Dữ liệu khí hậu của Naganuma, Hokkaidō | Dữ liệu khí hậu của Naganuma, Hokkaidō | Dữ liệu khí hậu của Naganuma, Hokkaidō | Dữ liệu khí hậu của Naganuma, Hokkaidō |
| Tháng                                    | 1                                      | 2                                      | 3                                      | 4                                      | 5                                      | 6                                      | 7                                      | 8                                      | 9                                      | 10                                     | 11                                     | 12                                     | Năm                                    |
| ---------------------------------------- | -------------------------------------- | -------------------------------------- | -------------------------------------- | -------------------------------------- | -------------------------------------- | -------------------------------------- | -------------------------------------- | -------------------------------------- | -------------------------------------- | -------------------------------------- | -------------------------------------- | -------------------------------------- | -------------------------------------- |
| Cao kỉ lục °C (°F)                       | 7.1 (44.8)                             | 8.6 (47.5)                             | 16.9 (62.4)                            | 25.0 (77.0)                            | 31.2 (88.2)                            | 31.4 (88.5)                            | 35.0 (95.0)                            | 35.2 (95.4)                            | 31.1 (88.0)                            | 25.2 (77.4)                            | 20.5 (68.9)                            | 14.1 (57.4)                            | 35.2 (95.4)                            |
| Trung bình ngày tối đa °C (°F)           | −1.9 (28.6)                            | −0.9 (30.4)                            | 3.4 (38.1)                             | 10.7 (51.3)                            | 16.7 (62.1)                            | 20.6 (69.1)                            | 24.1 (75.4)                            | 25.5 (77.9)                            | 22.3 (72.1)                            | 15.8 (60.4)                            | 8.0 (46.4)                             | 0.7 (33.3)                             | 12.1 (53.8)                            |
| Trung bình ngày °C (°F)                  | −6.2 (20.8)                            | −5.3 (22.5)                            | −0.7 (30.7)                            | 5.8 (42.4)                             | 11.4 (52.5)                            | 15.6 (60.1)                            | 19.5 (67.1)                            | 21.0 (69.8)                            | 17.3 (63.1)                            | 10.7 (51.3)                            | 3.8 (38.8)                             | −3.1 (26.4)                            | 7.5 (45.5)                             |
| Tối thiểu trung bình ngày °C (°F)        | −11.7 (10.9)                           | −11.1 (12.0)                           | −5.4 (22.3)                            | 1.1 (34.0)                             | 6.9 (44.4)                             | 11.8 (53.2)                            | 16.3 (61.3)                            | 17.5 (63.5)                            | 12.7 (54.9)                            | 5.7 (42.3)                             | −0.4 (31.3)                            | −7.8 (18.0)                            | 3.0 (37.4)                             |
| Thấp kỉ lục °C (°F)                      | −25.9 (−14.6)                          | −28.7 (−19.7)                          | −22.6 (−8.7)                           | −9.9 (14.2)                            | −1.5 (29.3)                            | 3.7 (38.7)                             | 8.3 (46.9)                             | 9.0 (48.2)                             | 2.1 (35.8)                             | −3.7 (25.3)                            | −14.9 (5.2)                            | −22.0 (−7.6)                           | −28.7 (−19.7)                          |
| Lượng Giáng thủy trung bình mm (inches)  | 59.8 (2.35)                            | 50.3 (1.98)                            | 47.1 (1.85)                            | 49.8 (1.96)                            | 81.4 (3.20)                            | 77.4 (3.05)                            | 111.1 (4.37)                           | 152.5 (6.00)                           | 132.7 (5.22)                           | 97.5 (3.84)                            | 80.4 (3.17)                            | 68.6 (2.70)                            | 1.003,9 (39.52)                        |
| Số ngày giáng thủy trung bình (≥ 1.0 mm) | 14.9                                   | 13.3                                   | 11.6                                   | 9.7                                    | 10.7                                   | 8.6                                    | 10.0                                   | 11.0                                   | 11.2                                   | 11.9                                   | 13.4                                   | 14.7                                   | 142.5                                  |
| Số giờ nắng trung bình tháng             | 91.5                                   | 107.9                                  | 156.6                                  | 164.7                                  | 185.8                                  | 157.1                                  | 141.8                                  | 147.7                                  | 158.8                                  | 145.3                                  | 105.5                                  | 85.2                                   | 1.647,7                                |
| Nguồn 1: Cục Khí tượng Nhật Bản          |                                        |                                        |                                        |                                        |                                        |                                        |                                        |                                        |                                        |                                        |                                        |                                        |                                        |
| Nguồn 2: Cục Khí tượng Nhật Bản          |                                        |                                        |                                        |                                        |                                        |                                        |                                        |                                        |                                        |                                        |                                        |                                        |                                        |